# Colli di Scandiano e di Canossa Chardonnay
Il Colli di Scandiano e di Canossa Chardonnay è un vino DOC la cui produzione è consentita nella provincia di Reggio Emilia.

## Caratteristiche organolettiche
- colore: paglierino chiaro
- odore: gradevole, deliceto, fine, caratteristico
- sapore: asciutto, armonico, vellutato, morbido

## Indicazioni in etichetta
Possono essere inserite in etichetta le indicazioni "frizzante" e "spumante".
Il "frizzante" prevede la presenza di una spuma "vivace, evanescente", mentre lo "spumante" è definito con una spuma "fine e persistente" e con un sapore "sapido, fresco, armonico, vellutato, morbido, secco", oltre a prevedere una gradazione alcolica minima dell'11%.

## Produzione
Provincia, stagione, volume in ettolitri
- Reggio Emilia  (1996/97)  219,8